# Nokia 5320 XpressMusic
Le Nokia 5320 XpressMusic est un smartphone avec Symbian S60, présenté par Nokia en 2008. Il s'agit d'une série de téléphones XpressMusic, qui met l'accent sur la musique et la lecture multimédia. Il a une meilleure qualité sonore, 24 heures de lecture musicale, une prise jack 3,5 mm audio, compatibilité N-Gage, et de touches de musique de jeu. Une mise à jour du firmware pour ce téléphone est disponible (version 4.13) qui résout la plupart des questions des versions précédentes.
La Version 4.13 peut désormais être piraté en utilisant la méthode HelloOX, permettant l'installation d'applications non signées,.
Avec le firmware 5.16 mise à jour (pas encore officiellement publié dans toutes les régions), le téléphone peut maintenant jouer et vidéo MPEG4 3GPP5 fichiers jusqu'à 25 images par seconde. Le HelloOX hack a été dit encore du travail sur cette révision.

## Caractéristiques
- Système d'exploitation : Symbian OS  9.3 + S60 platform 3rd Edition, Feature Pack 2
- Processeur ARM 11 369 MHz
- GSM/EDGE/3G/3G+
- 108 × 46 × 15 mm pour 90 grammes
- Écran QVGA de définition 240 × 320 pixels
- Batterie de 890 mAh
- Mémoire : 128 Mo extensibles par carte mémoire Micro SD
- Appareil photo numérique de 2 MégaPixels
- Appareil photo numérique secondaire pour la visiophonie
- Bluetooth
- Jack (prise) 3,5 mm
- Vibreur
- DAS : 1,0 W/kg.